# Karl Wilhelm Justi

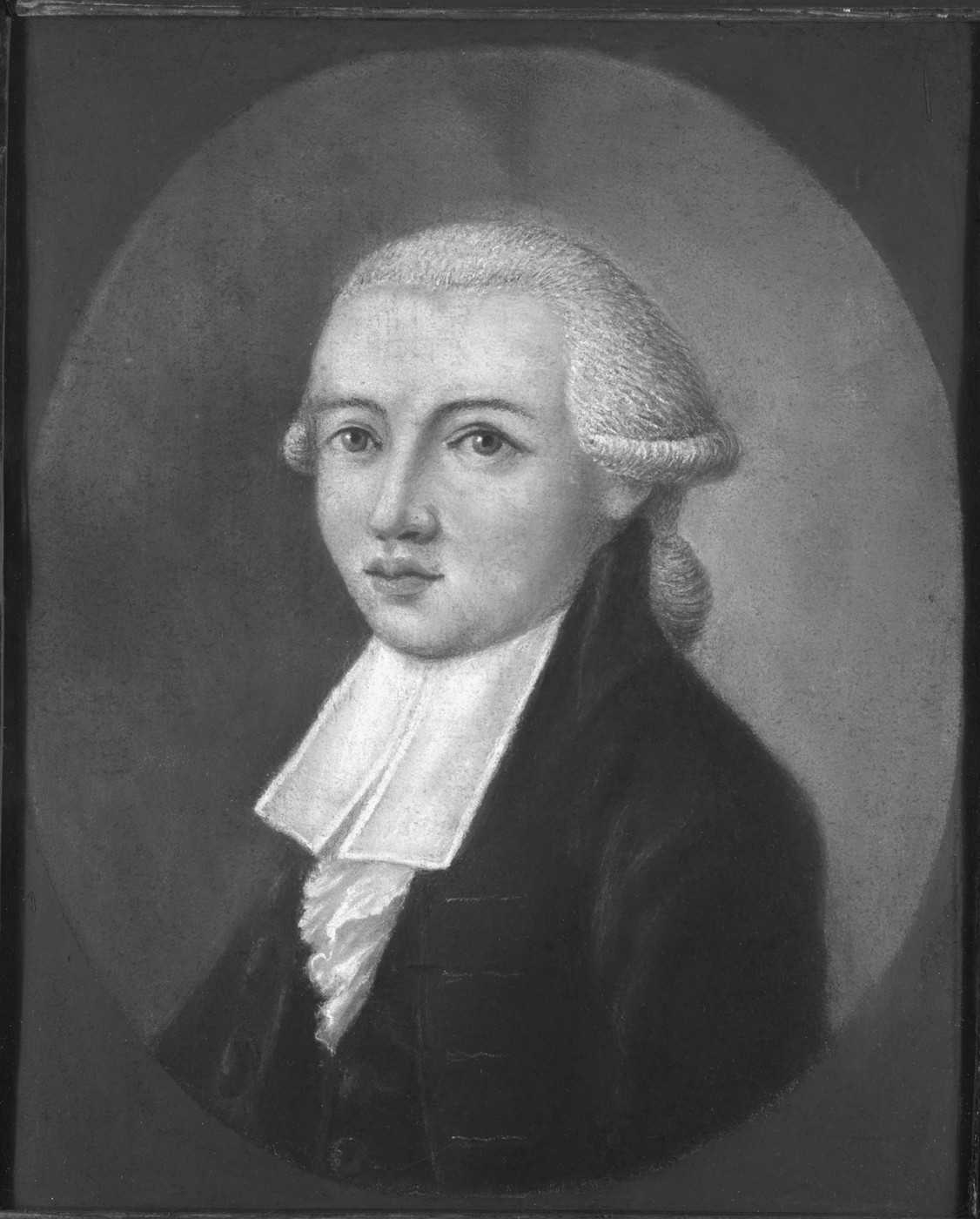
Karl Wilhelm Justi, porträtt av Joseph Friedrich Engelschall.

Karl Wilhelm Justi, född den 14 januari 1767 i Marburg, död där den 7 augusti 1846, var en tysk filosof och evangelisk-luthersk teolog. Han var farfar till Carl och Ferdinand Justi. 
Justi blev 1793 professor i filosofi vid Marburgs universitet och 1822 även i teologi. Bland hans arbeten märks Nationalgesänge der Hebräer (tre band, 1803–1818).